# Eendrachtsmolen
De Eendrachtsmolen is een grondzeiler bij het Zevenhuizer Verlaat tussen de Hennipsloot en de Rottemeren nabij Zevenhuizen ZH.
De molen is in 1727 gebouwd als boezemmolen die het water uitsloeg van twee thans niet meer bestaande molengangen. Tegenwoordig kan de molen als waterververser voor de Rotte dienstdoen. De molen doet daarnaast dienst als woning. Sinds 1949 is de molen eigendom van het Hoogheemraadschap van Schieland, inmiddels gefuseerd tot het Hoogheemraadschap van Schieland en de Krimpenerwaard.
Het wiekenkruis heeft roeden met een lengte van circa 28 meter en is uitgerust met het oudhollands hekwerk met zeilen. Het water wordt opgevoerd met een scheprad.

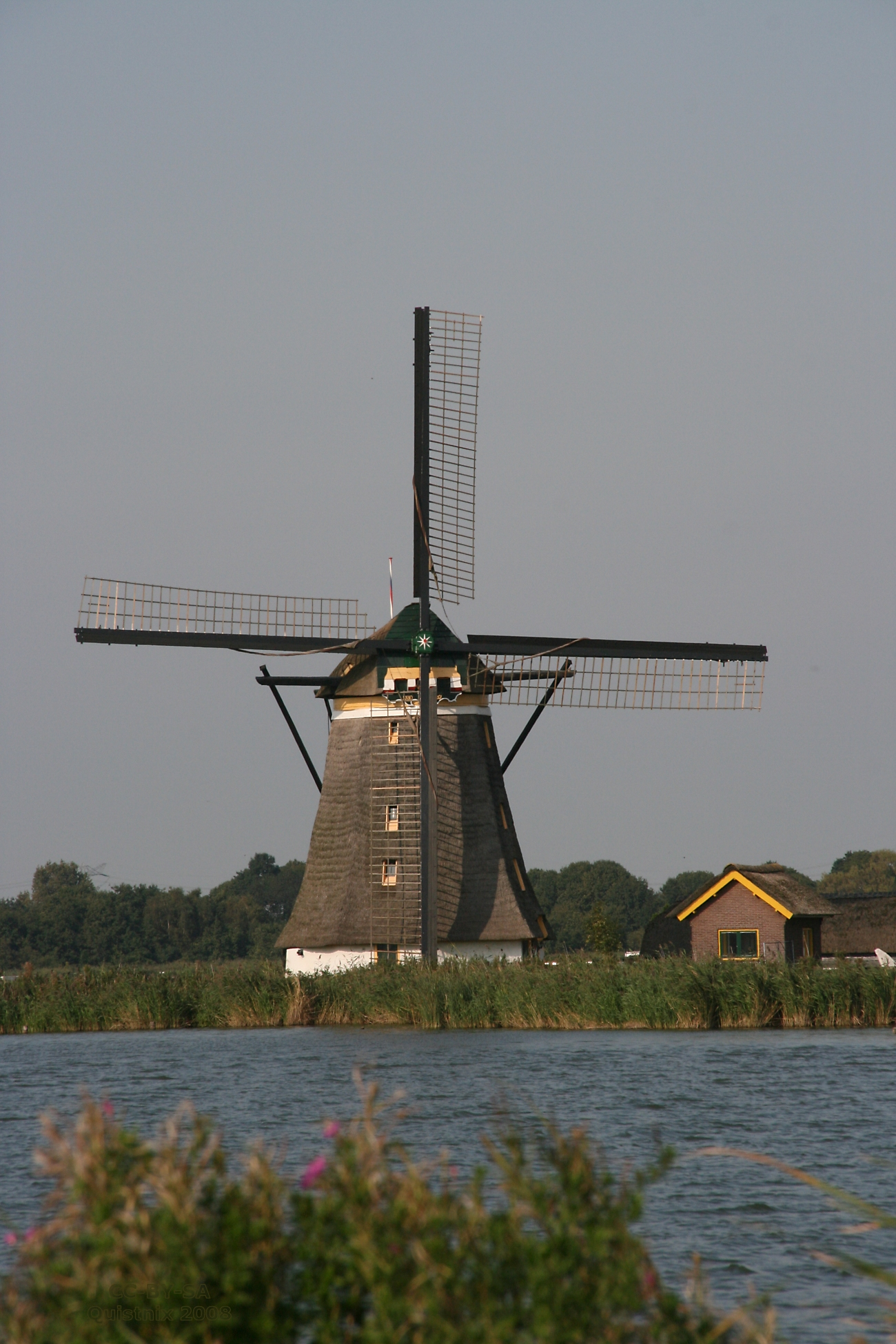
Zevenhuizen: Eendrachtsmolen
- de Eendrachtsmolen gefilmd op Nationale Molendag 2025